# Oituz (Schiff, 1905)
Die Oituz war ein 1905 gebautes Frachtschiff der rumänischen Reederei Serviciul Maritim Român. Bis 1911 lief das Schiff als Hornsund, anschließend als Leros unter deutscher Flagge und kam 1919 als Reparationsleistung nach Rumänien. Im September 1944 wurde der Dampfer in Constanța durch ein U-Boot-Torpedo beschädigt und nicht mehr repariert.

## Bau und technische Daten
Auf der Neptun Werft in Rostock wurde das Schiff unter der Baunummer 247 auf Kiel gelegt. Der Stapellauf fand am 9. Dezember 1905 statt, die Indienststellung erfolgte am 28. April 1906 als Hornsund, dem Namen eines Fjordes auf Spitzbergen. Die Länge der Oituz betrug 88,78 Meter, sie war 13,42 Meter breit und wies einen Tiefgang von 6,16 Metern auf. Sie war zunächst mit 2679 BRT bzw. 1699 NRT vermessen. 1930 wurde sie das erste Mal neu vermessen (2525 BRT, 4205 tdw) und 1938 ein zweites Mal (2686 BRT, 1699 NRT). Das Schiff hatte eine Tragfähigkeit von 4000 tdw. Der Antrieb bestand aus einer 3-Zylinder Dreifach-Expansionsmaschine, deren Leistung 1000 PSi betrug. Diese wirkte auf eine Schraube, der Dampfer erreichte eine Geschwindigkeit von 9,5 Knoten.

## Geschichte

### Hornsundder Dampfschiffs Rhederei Horn (1905–1911)
Nach der Fertigstellung wurde das Schiff an die bestellende Reederei, die Dampfschiffs Rhederei Horn, mit Sitz in Lübeck ausgeliefert. Sie gehörte Franz Horn, dem jüngeren Bruder des Schleswiger Reedereigründers Heinrich Christian Horn mit seiner Reederei H. C. Horn, die Franz Horn 1901/02 gegründet hatte und als Lübecker Zweigbetrieb von H. C. Horn galt. Die Lübecker Dampfer waren daran zu erkennen, dass sie den Familiennamen im vorderen Namensbestandteil, die Schleswiger dagegen im hinteren Namensbestandteil trugen. Beide Reedereien waren in der Ostsee-Reederei tätig. Die Reederei H. C. Horn setzte die Hornsund zuletzt mit drei weiteren Schiffen in ihrer Adria-Linie ein. Am 28. März 1911 verkaufte die Reederei den Dampfer an die Deutsche Levante-Linie aus Hamburg.

### Lerosder Deutschen Levante-Linie (1911–1919)
Die Levante-Linie gab dem Dampfer den Namen Leros nach der gleichnamigen griechischen Insel im Ägäischen Meer und setzte ihn in der Levante-Fahrt ein. Die meisten Schiffe der Reederei waren nach Inseln und Ortschaften in der Levante benannt und wurden umgangssprachlich nach den Namensendungen auch als „Ossendampers“ bezeichnet. Zu Beginn des Ersten Weltkrieges im August 1914 befand sich die Leros in der Ägäis und wurde sofort in die verbündete Türkei nach Konstantinopel gerufen. Dort wurde sie militärisch erfasst und zusammen mit anderen Schiffen der „Seetransportstaffel Türkei“ zugeordnet. Die Bereederung des weiterhin der Levante-Linie gehörenden Schiffes übernahm die staatliche türkische Reederei Osmanli Seyrisefain Idaresi, Haupttransportgut war nun Kohle. Auf einer dieser Fahrten versenkte das britische U-Boot HMS E 11 die Leros am 14. Dezember 1915 vor Haidar Pascha. Das gehobene Schiff wurde 1919 Rumänien als Kriegsbeute zugesprochen.

### Oituzder Serviciul Maritim Român (1919–1944/?)
Das Schiff wurde an die staatliche rumänische Reederei Serviciul Maritim Român übergeben, die es 1919 zunächst mit dem Heimathafen Galați, einige Jahre später dann in Constanța registrierte. Das Schiff erhielt den Namen Oituz in Anlehnung an die Schlachten am Oituz-Pass im Ersten Weltkrieg, die mit einem rumänischen Defensivsieg gegen die österreichisch-ungarischen und deutschen Truppen endete.
In den nächsten beiden Jahrzehnten verkehrte die Oituz ohne besondere Vorkommnisse, als Routen bediente sie zumindest Verbindungen zwischen dem Schwarzen Meer und dem östlichen Mittelmeer. Von 1930 bis 1932 fuhr sie Charter für die Reederei Spiridon Vlassopol aus Brăila. 1936 fiel sie in internationalen Schifffahrtsmedien durch einen Ladungsbrand in Port Said auf. Zu Beginn des Zweiten Weltkrieges befand sich das Schiff in Izmir und wurde nach Malta gebracht, wo es vom 9. bis 29. November 1939 festgehalten wurde.
Mit dem Kriegseintritt Rumäniens auf Seiten der Achsenmächte am 21. Juni 1941 vercharterte Rumänien die Oituz an die deutsche Regierung für den Transport von Nachschubgütern. Während dieser Zeit wurde das Schiff am 4 .Dezember (oder 17. Dezember) vor der bulgarischen Küste bei Kap Emine von einem sowjetischen U-Boot torpediert und beschädigt. Nach der Reparatur in Warna und nach Auftauen des Eises wurde die Oituz ab 20. April 1942 wieder im Nachschubverkehr eingesetzt und verkehrte zwischen Constanța und Otschakov in der heutigen Ukraine.
Ein gutes Jahr später, am 30. September 1943, übernahm das Deutsche Reich das Schiff und übergab es der Schwarzmeer-Schiffahrts-GmbH zur Bereederung. Im letzten Kriegsjahr des Schiffes wurde es am 11. April während eines Transports zwischen der eingeschlossenen Festung Sewastopol und Constanța und noch einmal am 25. August 1944 bei sowjetischen Luftangriffen beschädigt. Nach dem letzten Angriff gaben die Deutschen das Schiff an Rumänien zurück, als sich die deutschen Truppen nach dem Staatsstreich vom 23. August 1944 aus dem Land zurückziehen mussten. Aus den bislang verbündeten Mächten wurden nun Kriegsgegner. In der Nacht von 31. August auf 1. September griff das deutsche U-Boot U 23 den Hafen von Constanța an und traf die Oituz, die im Hafen sank.
Über eine Verwendung nach dem Krieg wie auch das Abwrackdatum herrscht in der Literatur keine Einigkeit. Unklar ist, ob das Schiff als Wrack im Hafen lag, als Hulk genutzt wurde oder als Wassertanker Verwendung fand. Die Angaben zum Abwrackdatum liegen nach neueren rumänischen Angaben in den Jahren 1951/52, während frühere westliche Ansichten auf die Streichung aus Lloyd’s Register von 1959/60 bis zum Jahr 1969 reichen.